# Белингтон (Западна Вирџинија)
Белингтон (енгл. Belington) град је у америчкој савезној држави Западна Вирџинија.

## Демографија
По попису из 2010. године број становника је 1.921, што је 133 (7,4%) становника више него 2000. године.
| Група             | 2000.         | 2010.         |
| Белци             | 1.752 (98,0%) | 1.878 (97,8%) |
| Афроамериканци    | 1 (0,1%)      | 5 (0,3%)      |
| Азијати           | 1 (0,1%)      | 2 (0,1%)      |
| Хиспаноамериканци | 12 (0,7%)     | 20 (1,0%)     |
| Укупно            | 1.788         | 1.921         |